# 칼리반의 전쟁
《칼리반의 전쟁》(영어: Caliban's War)은 제임스 S. A. 코리의 2012년 장편 SF소설로, 익스팬스 시리즈의 두 번째 작품이다. 대한민국에는 아작에서 박슬라 번역으로 출간되었다.